# Dekanat ślesiński
Dekanat ślesiński – jeden z 33 dekanatów rzymskokatolickiej diecezji włocławskiej.
W skład dekanatu wchodzą następujące parafie:
- parafia św. Mikołaja Biskupa i Dobrego Pasterza w Ślesinie
- parafia św. Benona w Broniszewie
- parafia św. Jana Chrzciciela w Kijowcu
- parafia Niepokalanego Serca Najświętszej Maryi Panny i św. Jakuba Apostoła w Ostrowążu
- parafia Narodzenia Najświętszej Maryi Panny w Skulsku
  - sanktuarium MB Bolesnej
- parafia Wszystkich Świętych w Wąsoszach

Dziekan dekanatu ślesińskiego
- ks. prał. Leszek Rybka - proboszcz parafii Ślesin

Wicedziekan
- ks. Zbigniew Raj - proboszcz parafii Ostrowąż

Ojciec duchowny
- ks. Krzysztof Antczak - proboszcz parafii Skulsk